# Manuel Monge
Manuel Monge is een gemeente in de Venezolaanse staat Yaracuy. De gemeente telt 14.700 inwoners. De hoofdplaats is Yumare.